# Kang Yun-mi
Kang Yun-mi, kor. 강윤미 (ur. 10 lutego 1988) – południowokoreańska łyżwiarka szybka, specjalizująca się w short tracku. Złota medalistka olimpijska z Turynu.
Zawody w 2006 były jej pierwszymi igrzyskami olimpijskimi. Po medal sięgnęła w biegu sztafetowym. Koreańską drużynę tworzyły także Choi Eun-kyung, Jin Sun-yu, Jeon Da-hye i Byun Chun-sa. W 2005 zdobyła złoto mistrzostw świata na dystansie 3000 metrów, srebro na dystansie 1500 metrów oraz brąz w wieloboju.